# Condola Rashād
Condola Rashād née le 11 décembre 1986  à New York est une actrice américaine. Elle est la fille de Phylicia Rashād et de Ahmad Rashād (en).

## Filmographie partielle

### Télévision
- 2009 : The Good Wife
- 2012 - 2013 : Smash
- 2015 - 2017 : Master of None
- 2016 - 2021 : Billions : Kate Sacker

### Cinéma
- 2010 : Sex and the City 2 de Michael Patrick King
- 2016 : Identities de Joshua Marston
- 2016 : Money Monster de Jodie Foster